# Victor Nguyen
Victor Nguyen, né le 13 juin 1936 à Marseille et mort le 13 juin 1986 à Paris est un historien français, initiateur des études maurassiennes.

## Biographie
Émile Poulat le décrit comme un « mélange extraordinaire d'antinomies » : son père est militaire et communiste, sa mère est marseillaise et catholique, il a des liens familiaux avec l'Indépendance américaine et il est attiré par la monarchie française et la pensée de Charles Maurras.
Après avoir étudié en histoire à la Faculté d'Aix-en-Provence, il entre au Centre national de la recherche scientifique. Spécialiste de l'histoire de la contre-révolution et des droites françaises au XIXe siècle, il s'intéresse particulièrement à Charles Maurras et à l'Action française. Personnage discret et tourmenté, Nguyen ne trouva pas sa place dans le monde universitaire (au CNRS, en particulier) et se suicide le jour de l'anniversaire de ses cinquante ans le 13 juin 1986 laissant sa thèse inachevée,. Le refus du Centre national de la recherche scientifique de l'intégrer comme chercheur aurait motivé son suicide parmi d'autres raisons,,.
Sa thèse inachevée tient à un ouvrage monumental intitulé Aux origines de l'Action française. Il fut édité en 1991 par René Rancœur et préfacé par l'historien Pierre Chaunu. Hormis cet ouvrage de référence sur Maurras et l'Action française, Nguyen a laissé de nombreux articles portant notamment sur Joseph de Maistre, Maurice Barrès, Louis Dimier, Frédéric Mistral, Giambattista Vico, Joséphin Peladan et René Guénon.

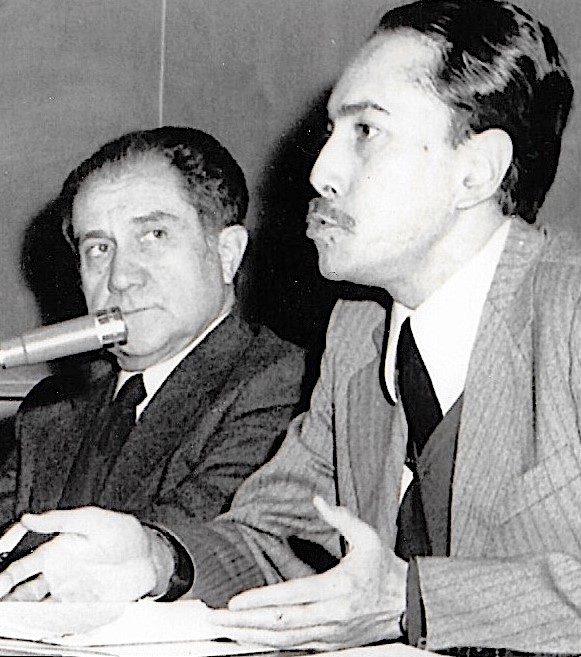
Jacques Maurras et Victor Nguyen au premier colloque Maurras en 1968.

De 1968 à 1976, il initie avec Georges Souville les « Colloques Charles Maurras » d'Aix-en-Provence. Il dirigeait également avec Souville la revue Études maurrassiennes.
S'inspirant de la Revue des questions historiques, Victor Nguyen crée en 1970, avec Étienne Kling, la revue d'histoire, Anthinea, dont la formule sera reprise par la revue L'Histoire.
Il est l'un des fondateurs de l'Association Politica Hermetica (avec Émile Poulat, Jean-Pierre Brach, Jean-Pierre Laurant, Pierre-André Taguieff, etc.) dont il a rédigé la « Déclaration de Principes » (1984) publiée dans le premier volume de la revue Politica hermetica (1987).

## Principales publications

### Ouvrage
- Aux origines de l'Action française. Intelligence et politique à l'aube du XXe siècle, préface de Pierre Chaunu, avertissement et propos liminaire de René Rancœur, Paris, Fayard, « Pour une histoire du XXe siècle », 1991, 958 p.[8],[9]

### Communications

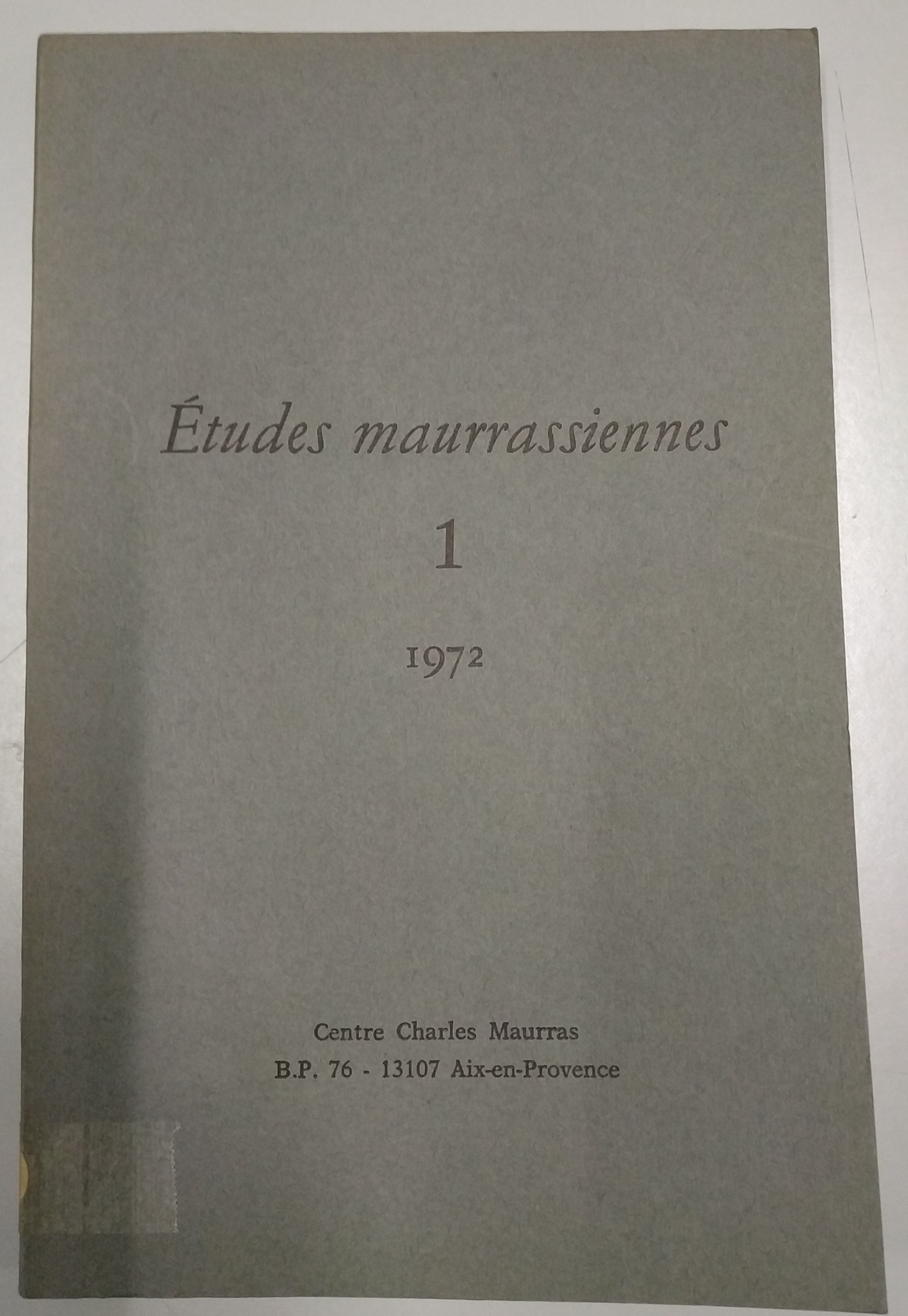
Études maurrassiennes, volume 1 (1972)

- Un essai de pouvoir intellectuel au début de la Troisième République : La Cocarde de Maurice Barrès, « Études maurrassiennes » n°1, Centre Charles Maurras, 1972, actes du premier colloque Maurras (1968), Charles Maurras et la vie française sous la Troisième République, Aix en Provence Institut d'Études Politiques.
- Pour l'histoire d'une histoire, « Études maurrassiennes » no 2, Centre Charles Maurras, 1973, actes du second colloque Maurras (31 mars,1,2 avril 1970, Tendances et perspectives des études maurrassiennes, Aix en Provence Institut d'Études Politiques.
- Approche de la notion maurrassienne d'héritage, « Études maurrassiennes » no 2, Centre Charles Maurras, 1973, actes du second colloque Maurras (31 mars,1,2 avril 1970, Tendances et perspectives des études maurrassiennes, Aix en Provence Institut d'Études Politiques.
- Esquisse d'une posture historique de l'Action française, « Études maurrassiennes » no 3, Centre Charles Maurras, 1974, actes du troisième colloque Maurras (4,5,6 avril 1972), Aix en Provence Institut d'Études Politiques.
- Le chemin de Paradis : esthétique de la mort et dépassement du romantisme, « Études maurrassiennes » no 3, Centre Charles Maurras, 1974, actes du troisième colloque Maurras (4,5,6 avril 1972), Aix en Provence Institut d'Études Politiques.
- L'Action française et la Réforme,  «  Historiographie de la Réforme  » Delachaux, 1977, actes du colloque Historiographie de la Réforme (22-24 septembre 1972) , université de Provence, Centre de la pensée politique contemporaine.
- Connaissance et tradition dans la pensée maurrassienne, « Études maurrassiennes » n°4, Centre Charles Maurras, 1980, actes du quatrième colloque Maurras (29,30,31 mars 1974), Aix en Provence Institut d'Études Politiques.
- Élites, pouvoir et culture : sur une correspondance entre Charles Maurras et Henri Mazel à la veille de la crise dreyfusienne, « Études maurrassiennes » n°4, Centre Charles Maurras, 1980, actes du quatrième colloque Maurras (29,30,31 mars 1974), Aix en Provence Institut d'Études Politiques
- Note sur le problème de l'antisémitisme maurrassien, «  L'idée de race dans la pensée politique française contemporaine  », CNRS, 1977, recueil d'articles présenté par Pierre Guiral, Centre national de la recherche scientifique à  l'occasion du Colloque du Centre d'études de la pensée politique contemporaine, Aix-en-Provence,(mai 1975).
- Le NON POSSUMUS, au bout de cinquante ans et plus, « Étude maurrassiennes » no 5 première partie, Centre Charles Maurras, 1986, actes du colloque La condamnation de l'Action française par l'Église (9,10,11 et 12 avril 1976), Aix en Provence.
- Maurras à l'Observateur français ou le ralliement avant le  ralliement, « Étude maurrassiennes » no 5 première partie, Centre Charles Maurras, 1986, actes du colloque La condamnation de l'Action française par l'Église (9,10,11 et 12 avril 1976), Aix en Provence.
- Maistre, Maurras, Guénon : Contre-révolution et Contre-culture, « Revue des Études Maistrienne » no 3, Les Belles Lettres, Paris, 1977, actes du colloque Joseph de Maistre (20 novembre 1976), Chambéry, repris dans une version revue et augmentée dans René Guénon, « Les Dossiers H », L'Âge d'Homme, Lausanne, 1984.
- Maurras (1868-1952) et le Félibrige : éléments de problématique, « La France latine » no 78-79, 1979, no 80-81,1980, no 82-83, 1980, Centre d'études historiques et archéologiques, rencontre du 9 juin 1977 sur le thème Félibrige et régionalisme, Château du Barroux.
- Maistre, Vico et le retour des Dieux, « Revue des Études Maistrienne » no 5-6, 1979-1980, actes du colloque sur Joseph de Maistre: illuminisme et franc-maçonnerie (4-5 mai 1979) Chambéry.
- Dictateur et Roi : une mutation idéologique du royalisme post-chambordien, communication au septième colloque du Centre Maurras (4,5,6 avril 1983), Aix en Provence.
- Louis Dimier (1865-1943) et l'Action française, « Mémoires et documents XX de l'Académie du Val d'Isère  », 1991, actes du colloque Louis Dimier des Amis du vieux Conflans de septembre 1983.
- Louis Dimier (1865-1943) Politique et Religion, « Mémoires et documents XX de l'Académie du Val d'Isère  », 1991, actes du colloque Louis Dimier des Amis du vieux Conflans de septembre 1983.

### Articles
- Situation des études maurrassiennes : contribution à l'étude de la presse et des mentalités, « Revue d'histoire moderne et contemporaine » tome n°XVIII, octobre 1971.
- A propos du Mal français, « La Revue Latine » troisième trimestre 1977.
- Stratégie littéraire et médiation mistralienne : les premiers contacts félibréen de Ch.Maurras, premier cahier du supplément « Marseille » n°123, 1980, Groupe de recherches sur l'identité provencale, Université de Provence, Aix en Provence.
- Imaginaire et sociologie de la famille dans la pensée maurrassienne, « Mémoire » n°II, 1985.
- Guenon, l'ésotérisme et la modernité, «  cahier de l'Herne  » no 49, 1985.
- Maurras, la Revue encyclopédique Larousse et l'Affaire Dreyfus,  « Hommes, idées, journaux : mélanges en l'honneur de Pierre Guiral  », publications de la Sorbonne, 1988.
- Les Péladan, dossier conçu et dirigé par Jean-Pierre Laurant et Victor Nguyen, Lausanne-Paris, L'Âge d'Homme, « Les Dossiers H », 1990.